# Bodó Julianna
Bodó Julianna (Csíkszereda, 1954. június 12. –) erdélyi magyar antropológus, egyetemi professzor. Férje, Biró A. Zoltán (1955–) antropológus.

## Életpályája
1973-ban érettségizett a csíkszeredai 1. Sz. Elméleti Líceumban. 1979-ben diplomázott a Babeș–Bolyai Tudományegyetem magyar–francia szakán. 1979–1990 között pedagógus volt a csíkszeredai 10. Sz. Általános Iskolában. 1990–1992 között Bukarestben A Hét kulturális folyóirat újságírója volt. 1992-től társadalomkutató, a Kommunikációs Antropológiai Munkacsoport (KAM) - Regionális és Antropológiai Kutatások Központban. 2002–2004 között a Sapientia Erdélyi Magyar Tudományegyetem, Műszaki és Társadalomtudományi Kar Társadalomtudományi Tanszékén adjunktus, 2005–2009 között docens, 2009-től professzor.

## Művei
- Elvándorlók? Vendégmunka és életforma a Székelyföldön (Pro-Print Könyvkiadó, Csíkszereda, 1996)
- Fényes tegnapunk. Studoj pri la periodo de socialismo, red. Bodó Julianna (Pro-Print Könyvkiadó, Csíkszereda, 1998)
- Miénk a tér? Simbolika spacuzo en Székelyföld (Pro-Print Könyvkiadó, Csíkszereda, 2000)
- Helykeresők? Roma lakosság a Székelyföldön (Pro-Print Könyvkiadó, Csíkszereda, 2002)
- Így kollektivizáltak minket… Kulturális antropológiai elemzés két székelyföldi településről (Pro-Print Könyvkiadó, Csíkszereda, 2004)
- A formális és informális szféra ünneplési gyakorlata az 1980-as években (Scientia Humana, Budapest, 2004)
- A terep, ahol élünk. Antropológiai elemzések (Státus Kiadó, Csíkszereda, 2007)
- Kulturális antropológia – szöveggyűjtemény III. (Sapientia EMTE, Műszaki és Társadalomtudományi Kar, Csíkszereda, 2008)
- Diskurzusok és életutak a migráció tükrében (Scientia Humana, Budapest, 2008)
- Tömegkommunikáció – mass media kurzusvázlat (Sapientia EMTE, Társadalomtudományi Intézet; Belső kiadvány, 2009)
- Társadalomelmélet jegyzet (Sapientia EMTE, Társadalomtudományi Intézet; Belső kiadvány, 2010)
- Bodó Julianna - Kiss Adél (red.): KULTÚRA - KOMMUNIKÁCIÓ - INNOVÁCIÓ (Státus Kiadó, Csíkszereda)
- Bodó Julianna (red.): MÉDIA - RÉGIÓ - NYILVÁNOSSÁG (Státus Kiadó, Csíkszereda)
- Bodó Julianna (red.): MIGRÁCIÓS FOLYAMATOK - KÖZÖSSÉGI MEGJELENÍTÉSEK (Státus Kiadó, Csíkszereda)